# Bandera de Terranova
La bandera de Terranova és una tricolor verda, blanca i rosada, que ha estat l'ensenya històrica de l'illa de Terranova, actualment forma part, juntament amb Labrador de la província canadenca de Terranova i Labrador. Aquesta bandera va inspirar la bandera d'Irlanda.
El disseny es va originar a finals del segle xix amb la Newfoundland Fishermen's Star of the Sea Association, una organització d'ajuda i beneficis establerta a St. John's el 1871 per l'Església Catòlica. La bandera no era oficial però la pancarta oficial de l'associació era un fons verd amb una estrella blanca i una creu rosa al centre. L'estrella del mar és Polaris, l'estrella polar, que va ser molt important en la navegació. Maria, mare de Jesús, també és coneguda com a Stella Maris a l'Església Catòlica. Tot i que els colors es van extreure de la pancarta oficial, el disseny de la bandera pot haver estat influenciat pel tricolor irlandès aleshores no oficial i/o un disseny local (vermell al polipast, blanc al centre i verd a la marxa tricolor) que va ser utilitzat pels Newfoundland Natives' Society (NNS) de mitjan 1800. La bandera de NNS havia quedat en desús des de la desaparició de la societat. Amb la introducció de la bandera no oficial de Labrador el març de 1974 i el canvi oficial del nom de la província a "Terranova i Labrador" el desembre de 2001, el tricolor verd-blanc-rosa es considera generalment la bandera no oficial de la regió de Terranova de la província.